# Förnekelse

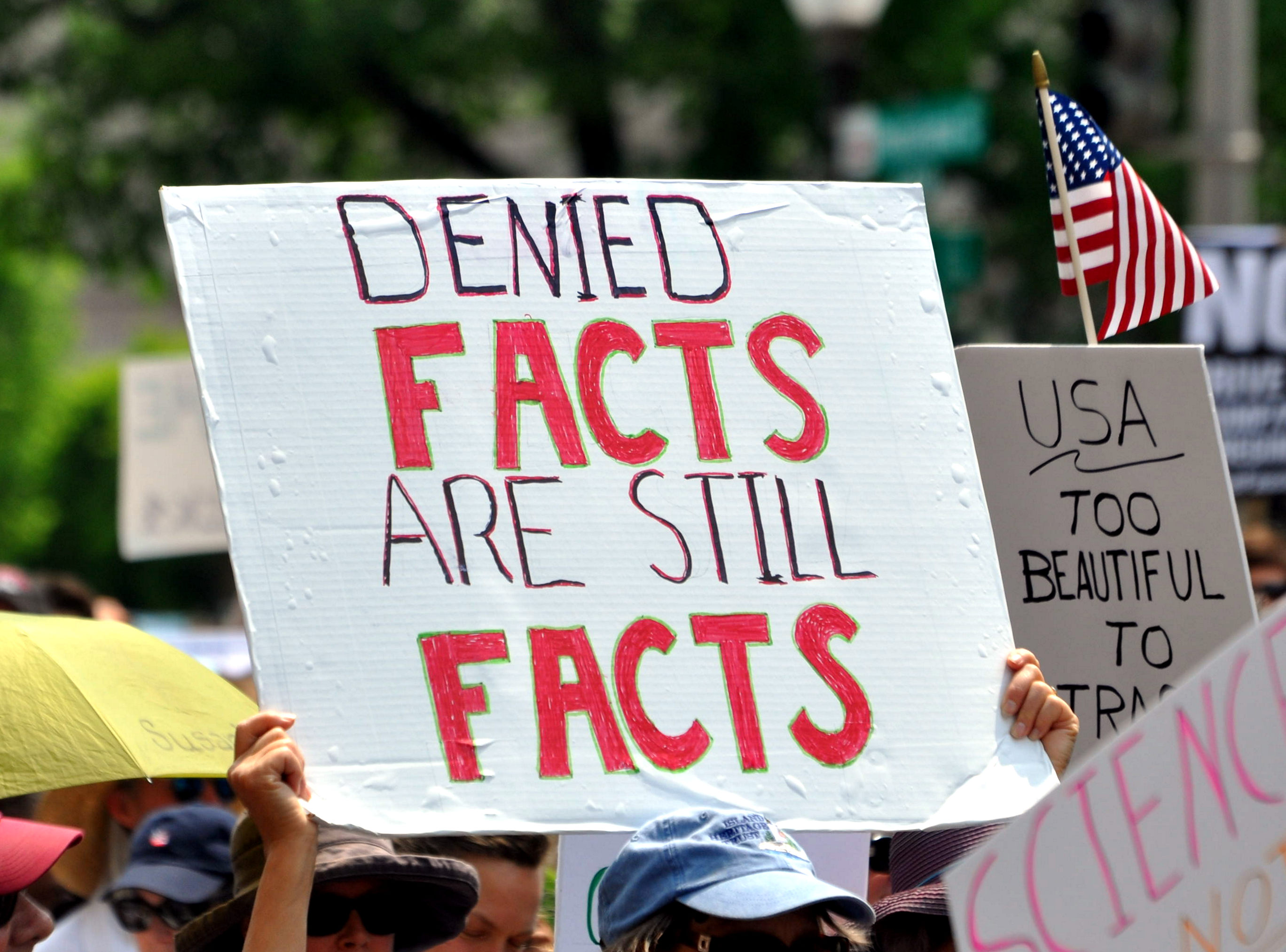
Banner vid klimatmarschen 2017 i Washington, DC

Inom den mänskliga beteendepsykologin är förnekelse en persons val att förneka verkligheten som ett sätt att undvika att tro på en psykologiskt obekväm sanning. Förnekelse är en i grunden irrationell handling som undanhåller valideringen av en historisk erfarenhet eller händelse när en person vägrar att acceptera en empiriskt verifierbar verklighet.
Inom vetenskapen är förnekelse ett förkastande av grundläggande fakta och begrepp som är obestridda, välgrundade delar av den vetenskapliga konsensusen i ett ämne, till förmån för idéer som är radikala, kontroversiella eller påhittade. Termerna förnekelse av Förintelsen och förnekelse av AIDS beskriver förnekelsen av fakta och verkligheten i ämnet, och termen förnekelse av klimatförändringar beskriver förnekelsen av den vetenskapliga uppfattningen att klimatförändringarna på planeten Jorden är en verklig och förekommande händelse som huvudsakligen orsakats under geologiskt sett nyligen av mänsklig aktivitet. Formerna av förnekelse har det gemensamma draget att personen avvisar överväldigande bevis och försöker skapa politisk kontrovers i ett försök att förneka existensen av konsensus.
Motivationerna och orsakerna till förnekelse inkluderar religion, egenintresse (ekonomiskt, politiskt eller finansiellt) och försvarsmekanismer som är avsedda att skydda förnekarens psyke mot mentalt störande fakta och idéer; sådan störning kallas kognitiv dissonans i psykologiska termer.

## Definition och taktik
Antropologen Didier Fassin skiljer mellan förnekelse, definierad som "den empiriska observationen att verklighet och sanning förnekas", och förnekelse, som han definierar som "en ideologisk position där man systematiskt reagerar genom att förvägra verklighet och sanning". Personer och sociala grupper som avvisar påståenden om vilka det finns en allmän och vetenskaplig konsensus ägnar sig åt förnekelse när de använder retoriska taktiker för att ge sken av argument och legitim debatt, när det inte finns någon. Det är en process som fungerar genom att använda en eller flera av följande fem taktiker för att upprätthålla sken av legitim kontrovers:
1. Konspirationsteorier – Att avfärda data eller observationer genom att antyda att motståndare är inblandade i "en konspiration för att undertrycka sanningen".
2. Körsbärsplockning – Att välja en avvikande kritisk artikel som stöder deras idé, eller använda föråldrade, bristfälliga och misskrediterade artiklar för att få sina motståndare att se ut som om de baserar sina idéer på svag forskning. Diethelm och McKee (2009) noterar: "Förnekare avskräcks vanligtvis inte av den extrema isoleringen i sina teorier, utan ser det snarare som en indikation på deras intellektuella mod mot den dominerande ortodoxin och den medföljande politiska korrektheten."[6]
3. Falska experter – Att betala en expert inom området, eller ett annat område, för att ge stödjande bevis eller trovärdighet. Detta går hand i hand med marginaliseringen av verkliga experter och forskare.[6]
4. Flytta målstolparna – Avfärda bevis som presenteras som svar på ett specifikt påstående genom att ständigt kräva andra (ofta ouppfyllbara) bevis (även kallat förskjutning av baslinjen )
5. Andra logiska felslutningar – Vanligtvis en eller flera av falsk analogi, hänvisning till konsekvenser, halmgubbe eller röd sill.

Vanliga taktiker för olika typer av förnekelse inkluderar felaktig framställning av bevis, falsk likvärdighet, halvsanningar och ren fabricering. Den sydafrikanske domaren Edwin Cameron noterar att en vanlig taktik som används av förnekare är att "göra stor skillnad på den oundvikliga obestämdheten i siffror och statistik". Historikern Taner Akçam menar att förnekelse allmänt anses vara förnekelse av fakta, men i själva verket "är det i det dunkla territoriet mellan fakta och sanning som sådan förnekelse gror. Förnekelse samlar sina egna fakta och den har sin egen sanning."
Med fokus på de retoriska taktiker genom vilka förnekelse uppnås i språket har Alex Gillespie (2020) från London School of Economics granskat de språkliga och praktiska defensiva taktikerna för att förneka störande information. Dessa taktiker konceptualiseras i termer av tre försvarslager:
1. Undvikande – Den första försvarslinjen mot störande information är att undvika den.
2. Delegitimering – Den andra försvarslinjen är att attackera budbäraren genom att undergräva källans trovärdighet.
3. Begränsande – Den sista försvarslinjen, om störande information inte kan undvikas eller delegitimeras, är att rationalisera och begränsa de störande idéernas inverkan.

År 2009 definierade författaren Michael Specter gruppförnekelse som "när en hel del av samhället, som ofta kämpar med förändringens trauma, vänder sig bort från verkligheten till förmån för en bekvämare lögn".

## Preskriptiva och polemiska perspektiv
Om en part i en debatt anklagar den andra för förnekelse inramar de debatten. Detta beror på att en anklagelse om förnekelse är både preskriptiv och polemisk : preskriptiv eftersom den innebär att det finns sanning i det förnekade påståendet; polemisk eftersom anklagaren antyder att fortsatt förnekelse i ljuset av presenterade bevis väcker frågor om den andres motiv. Edward Skidelsky, föreläsare i filosofi vid Exeter University, skriver att "En anklagelse om 'förnekelse' är allvarlig och antyder antingen avsiktlig oärlighet eller självbedrägeri. Det som förnekas är, implicit, så uppenbart sant att förnekaren måste drivas av perversitet, illvilja eller avsiktlig blindhet." Han menar att genom introduktionen av ordet förnekare i ytterligare områden av historisk och vetenskaplig debatt, "En av upplysningens stora framgångar – 
befrielsen av historisk och vetenskaplig forskning från dogmer – 
"hålls i tysthet på att vändas om".
Vissa har föreslagit att eftersom förnekandet av Förintelsen är välkänt, kan förespråkare som använder termen förnekare i andra debattområden avsiktligt eller oavsiktligt antyda att deras motståndare inte är mycket bättre än Förintelseförnekare. Robert Gallo et al. försvarade dock denna senare jämförelse och menade att AIDS-förnekelse liknar förnekelse av Förintelsen eftersom det är en form av pseudovetenskap som "motsäger en enorm mängd forskning".

## Politik och vetenskap

### Klimatförändringar

Felaktig klimatinformation faller inom kategorier som
● Global uppvärmning sker inte. ● Människor orsakar inte global uppvärmning.
● Klimatpåverkan är inte dålig. ● Klimatlösningar kommer inte att fungera. ● Klimatvetenskapen är opålitlig.

Förnekelse av klimatförändringar (även kallad global uppvärmningsförnekelse) är en form av vetenskapsförnekelse som kännetecknas av att man avvisar, vägrar att erkänna, ifrågasätter eller motarbetar den vetenskapliga konsensusen om klimatförändringar. De som främjar förnekelsen använder ofta retoriska knep för att ge intryck av en vetenskaplig kontrovers där det egentligen inte finns någon.
Förnekelse av klimatförändringar omfattar orimliga tvivel kring i vilken utsträckning klimatförändringar är orsakade av människor, deras effekter på natur och samhälle, samt möjligheten till anpassning till global uppvärmning genom mänskliga åtgärder. I mindre utsträckning kan klimatförnekelse också vara underförstådd, när människor accepterar vetenskapen men misslyckas med att förena den med sina övertygelser eller handlingar. Flera studier har analyserat dessa ståndpunkter som former av förnekelse, pseudovetenskap eller propaganda.
Många frågor som är avgjorda inom det vetenskapliga samfundet, såsom människans ansvar för klimatförändringar, är fortfarande föremål för politiskt eller ekonomiskt motiverade försök att tona ner, avfärda eller förneka dem – ett ideologiskt fenomen som forskare kallar klimatförändringsförnekelse. Klimatforskare, särskilt i USA, har rapporterat att regeringar och oljeindustrier utövat påtryckningar för att censurera eller undertrycka deras arbete och dölja vetenskapliga data, med instruktioner att inte diskutera ämnet offentligt. Fossilbränsleindustrin har identifierats som en aktör som öppet eller i hemlighet stöder ansträngningar att underminera eller misskreditera den vetenskapliga konsensusen om klimatförändringar.

### HIV/AIDS
AIDS-förnekelse är förnekelsen av att humant immunbristvirus (HIV) är orsaken till förvärvat immunbristsyndrom (AIDS). AIDS-förnekelse har beskrivits som "bland de mest högljudda antivetenskapliga förnekelserörelserna". Vissa förnekare förnekar existensen av HIV, medan andra accepterar att viruset existerar men säger att det är ett ofarligt passagerarvirus och inte orsaken till AIDS. I den mån förnekare erkänner aids som en verklig sjukdom, tillskriver de den någon kombination av droganvändning, undernäring, dålig sanitet och biverkningar av antiretroviral medicinering, snarare än infektion med hiv. Bevisen för att hiv orsakar aids är dock vetenskapligt övertygande och forskarsamhället avvisar och ignorerar påståenden om aidsförnekelse som baserade på felaktigt resonemang, plockning av skräp och felaktig framställning av huvudsakligen föråldrade vetenskapliga data. I och med att dessa argument avvisats av forskarsamhället sprids nu material som förnekar AIDS huvudsakligen via internet.
Thabo Mbeki, Sydafrikas tidigare president, omfamnade AIDS-förnekelse och förkunnade att AIDS främst orsakades av fattigdom. Omkring 365 000 människor dog av AIDS under hans presidentskap; det uppskattas att cirka 343 000 förtida dödsfall hade kunnat förhindras om rätt behandling hade funnits tillgänglig.

### COVID 19

Efter införandet av covidvacciner i december 2020 uppstod en partisk skillnad i dödligheten, vilket indikerar effekterna av vaccinskepticism. I mars 2024 hade mer än 30 procent av republikanerna inte fått ett covidvaccin, jämfört med mindre än 10 procent av demokraterna.

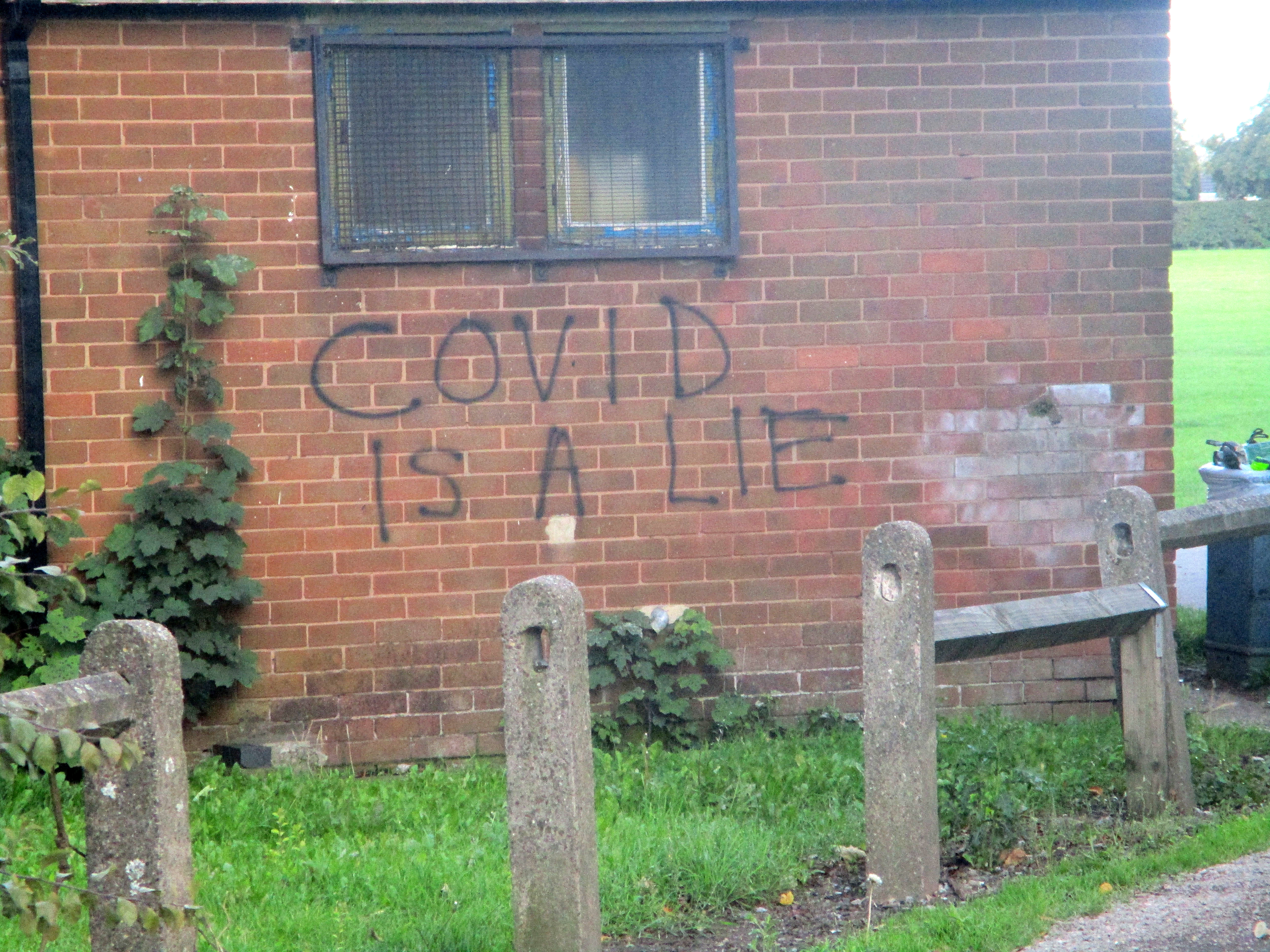
"COVID är en lögn"-graffiti i Pontefract, West Yorkshire, England

Termen "COVID-19-förnekelse" eller enbart "COVID-förnekelse" hänvisar till tänkandet hos de som förnekar verkligheten av COVID-19-pandemin, åtminstone i den utsträckning att de förnekar Världshälsoorganisationens vetenskapligt erkända COVID-dödlighetsdata. Påståendena om att covid-19-pandemin har förfalskats, överdrivits eller felaktigt framställts är pseudovetenskap. Några kända personer som har förnekat covid-19 inkluderar Elon Musk, USA:s president Donald Trump, och den tidigare brasilianska presidenten Bolsonaro.

### Evolution
Religiösa övertygelser kan få en individ att förneka giltigheten i den vetenskapliga evolutionsteorin. Evolutionsteorin anses vara ett obestridligt faktum inom forskarsamhället och inom den akademiska världen, där stödet för evolutionsteorin i huvudsak är universellt, men denna uppfattning möts ofta av motstånd från bibliska bokstavstrogna. Den alternativa uppfattningen presenteras ofta som en bokstavlig tolkning av skapelsemyten i Första Moseboken. Många fundamentalistiska kristna lär ut kreationism som om det vore fakta under skapelsevetenskapens och intelligent designens fanor. Trosuppfattningar som vanligtvis sammanfaller med kreationism inkluderar tron på den globala syndaflodsmyten, geocentrism och tron att jorden bara är 6 000–10 000 år gammal. Dessa uppfattningar ses som pseudovetenskap inom forskarsamhället och anses allmänt vara felaktiga.

### Platt jord
Den ersättta tron att jorden är platt, och förnekandet av alla överväldigande bevis som stöder en ungefär sfärisk jord som roterar runt sin axel och kretsar kring solen, kvarstår in på 2000-talet. Moderna förespråkare för plattjordkosmologi (eller plattjordare) vägrar att acceptera alla former av motbevis, avfärdar alla rymdfärder och bilder från rymden som bluffar och anklagar alla organisationer och till och med privatpersoner för att konspirera för att "dölja sanningen". De hävdar också att inga faktiska satelliter kretsar kring jorden, att den internationella rymdstationen är falsk, och att detta är lögner från alla regeringar som är inblandade i denna stora mörkläggning. Vissa tror till och med att andra planeter och stjärnor är bluffar.
Anhängare av den moderna plattjordsmodellen föreslår att ett kupolformat himlavalv omsluter en skivformad jord. De kan också hävda, efter Samuel Rowbotham, att solen bara är 3 000 miles (4 800 km) ovanför jorden och att månen och solen kretsar ovanför jorden snarare än runt den. Moderna plattjordsbefolkningar tror att Antarktis inte är en kontinent utan ett massivt isflak med en vägg 150 fot (46 m) eller högre, som cirklar runt jordens omkrets och hindrar allt (inklusive allt havsvatten) från att falla ner från kanten.
Flat-Earthers hävdar också att ingen får flyga över eller utforska Antarktis, trots motbevis. Enligt dem har alla foton och videor av fartyg som sjunker under horisonten och av botten av stadssilhuetter och moln under horisonten, som avslöjar jordens krökning, manipulerats, datorgenererats eller på något sätt förfalskats. Därför, oavsett eventuella vetenskapliga eller empiriska bevis, drar plattjordingar slutsatsen att det är påhittat eller förändrat på något sätt.
När de kopplas till andra observerade fenomen som gravitation, solnedgångar, tidvatten, förmörkelser, avstånd och andra mätningar som utmanar plattjordsmodellen, ersätter de som hävdar att de allmänt accepterade förklaringarna är fragmentariska modeller som förvränger eller förenklar hur perspektiv, massa, flytkraft, ljus eller andra fysiska system fungerar. Dessa bitvisa ersättningar överensstämmer sällan med varandra, vilket slutligen gör att många som anspråkar på en platt jord håller med om att sådana fenomen förblir "mysterier" och att mer utredning krävs. I denna slutsats förblir anhängarna öppna för alla förklaringar utom den allmänt accepterade klotformade jordmodellen, vilket förskjuter debatten från okunnighet till förnekelse.

### Genetiskt modifierade livsmedel
Det finns en vetenskaplig enighet om att för närvarande tillgängliga livsmedel som härrör från genetiskt modifierade grödor (GM) inte utgör någon större risk för människors hälsa än konventionella livsmedel, men att varje GM-livsmedel måste testas från fall till fall innan det introduceras. Ändå är det mycket mindre sannolikt att allmänheten uppfattar genetiskt modifierade livsmedel som säkra än forskare. Den rättsliga och reglerande statusen för genetiskt modifierade livsmedel varierar mellan länder, där vissa nationer förbjuder eller begränsar dem, och andra tillåter dem med vitt skilda grader av reglering.
Psykologiska analyser visar att över 70 % av motståndarna till genetiskt modifierad mat i USA är "absoluta" i sitt motstånd, upplever avsky vid tanken på att äta genetiskt modifierad mat och är "okänsliga för bevis".

### Statiner
Statinförnekelse är ett avvisande av det medicinska värdet av statiner, en klass av kolesterolsänkande läkemedel. Kardiologen Steven Nissen vid Cleveland Clinic har kommenterat "Vi förlorar kampen om våra patienters hjärtan och sinnen mot webbplatser..." som marknadsför obeprövade medicinska behandlingar. Harriet Hall ser ett spektrum av statinförnekelse som sträcker sig från pseudovetenskapliga påståenden till underskattning av fördelar och överdrivning av biverkningar, vilket allt strider mot de vetenskapliga bevisen.

### Förnekelse av psykisk sjukdom
Förnekelse av psykisk sjukdom eller förnekelse av psykisk störning är när en person förnekar existensen av psykiska störningar. Seriösa analytiker, såväl som pseudovetenskapliga rörelser, ifrågasätter förekomsten av vissa sjukdomar. En minoritet av professionella forskare ser sjukdomar som depression ur ett sociokulturellt perspektiv och menar att lösningen på det är att åtgärda en dysfunktion i samhället, inte i personens hjärna. Vissa människor kan också förneka att de har en psykisk sjukdom efter att ha fått diagnosen, och vissa analytiker menar att denna förnekelse vanligtvis drivs av narcissistisk skada. Antipsykiatriska rörelser som Scientology främjar förnekelse av psykisk sjukdom genom att ha alternativa metoder till psykiatrin.

### Valförnekelse
Valförnekelse är ett falskt avfärdande av resultatet av ett rättvist val. Stacey Abrams förnekade att guvernörsvalet i Georgia 2018 var "ett fritt och rättvist val" och spenderade 22 miljoner dollar i "i stort sett misslyckade" rättstvister. Sedan presidentvalet i USA 2020 har det pågått en pågående konspirationsteori om stulen valkampanj om presidentvalet 2020.

## Historieskrivning
Historisk negationism, förnekandet av allmänt accepterade historiska fakta, är en stor källa till oro bland historiker och används ofta för att förfalska eller förvränga accepterade historiska händelser. I sina försök att revidera det förflutna utmärker sig negationister genom att använda tekniker som är otillåtna i en korrekt historisk diskurs, såsom att presentera kända förfalskade dokument som äkta, uppfinna sinnrika men osannolika skäl för att misstro äkta dokument, tillskriva slutsatser till böcker och källor som rapporterar motsatsen, manipulera statistiska serier för att stödja den givna synpunkten och avsiktligt felöversätta texter.
Vissa länder, såsom Tyskland, har kriminaliserat negationistisk revidering av vissa historiska händelser, medan andra länder intar en mer försiktig hållning av olika skäl, såsom skyddet av yttrandefriheten. Andra föreskriver negationistiska åsikter, såsom Kalifornien, där skolbarn uttryckligen har hindrats från att lära sig om folkmordet i Kalifornien.

### Armenisk folkmordsförnekelse
Förnekelse av det armeniska folkmordet är det negationistiska påståendet att Osmanska riket och dess regerande parti, Kommittén för enhet och framsteg (CUP), inte begick folkmord mot sina armeniska medborgare under Första världskriget – ett brott som finns väl dokumenterat i omfattande bevismaterial och bekräftas av den stora majoriteten av forskare.
Förövarna förnekade folkmordet medan det begicks, och hävdade att armenierna i Osmanska riket omplacerades av militära skäl, inte utrotades. Efteråt förstördes belastande dokument systematiskt. Förnekelsen har varit en officiell policy för alla regeringar i Osmanska rikets efterföljare, Republiken Turkiet, från och med 2024.
Genom att låna argument från CUP för att rättfärdiga sina handlingar, bygger förnekelsen på att deportationerna var en legitim statsåtgärd som svar på ett verkligt eller upplevt armeniskt uppror som hotade rikets existens under krigstid. Förnekare hävdar att CUP ville ombosätta armenierna, inte döda dem. De menar att dödstalen är överdrivna eller beror på andra faktorer, såsom inbördeskrig, sjukdomar, dåligt väder, lokala ämbetsmän, eller kurder och andra rövarband. Historikern Ronald Grigor Suny sammanfattar huvudargumentet som: ”Det fanns inget folkmord, och det var armeniernas eget fel.”
En viktig orsak till förnekelsen i Turkiet är att folkmordet möjliggjorde skapandet av en turkisk nationalstat; att erkänna det skulle motsäga Turkiets grundläggande nationella myter. Sedan 1920-talet har Turkiet försökt förhindra erkännande eller omnämnande av folkmordet i andra länder. Man har spenderat miljontals dollar på lobbying, skapat forskningsinstitut, och använt hot och skrämsel. Förnekelsen påverkar Turkiets inrikespolitik och vad som lärs ut i turkiska skolor. Vissa turkiska medborgare som erkänner folkmordet har åtalats för att ha ”förolämpat turkiskhet”. Turkiets århundrade av förnekelse skiljer detta fall från andra historiska folkmord.
Azerbajdzjan, en nära allierad till Turkiet, förnekar också folkmordet och motarbetar dess erkännande internationellt. De flesta turkiska medborgare och politiker stöder Turkiets förnekelsepolitik. Forskare menar att detta har format Turkiets attityd gentemot minoriteter och bidragit till det pågående våldet mot kurder i Turkiet. En undersökning från 2014 med 1 500 deltagare, utförd av tankesmedjan EDAM i Turkiet, visade att endast nio procent av turkiska medborgare erkänner folkmordet.

### Förintelseförnekelse
Förnekelse av Förintelsen syftar på förnekelsen av mordet på 5 till 6 miljoner judar av nazisterna i Europa under andra världskriget. I detta sammanhang är termen en delmängd av folkmordsförnekelse, vilket är en form av politiskt motiverad förnekelse.

### Nakba-förnekelse
Nakba-förnekelse syftar på försök att nedvärdera, förneka och felaktigt beskriva den etniska rensningen av palestinier under Nakba, där fyra femtedelar av alla palestinier drevs från sina marker och i exil.

### Förnekelse av massakern i Srebrenica
Sonja Biserko, ordförande för Helsingforskommittén för mänskliga rättigheter i Serbien, och Edina Bečirević, fakulteten för kriminologi, kriminologi och säkerhetsstudier vid Sarajevos universitet, har pekat på en kultur av förnekelse av massakern i Srebrenica i det serbiska samhället, som tar sig många uttryck och är särskilt närvarande i den politiska diskursen, media, lagen och utbildningssystemet.

### Citerade verk
- AAAS, American Association for the Advancement of Science (February 16, 2006). ”Statement on the Teaching of Evolution”. Statement on the Teaching of Evolution. aaas.org. http://www.aaas.org/news/releases/2006/pdf/0219boardstatement.pdf.
- Avedian, Vahagn (2013). ”Recognition, Responsibility and Reconciliation: The Trinity of the Armenian Genocide”. Europa Ethnica 70 (3/4):  sid. 77–86. doi:10.24989/0014-2492-2013-34-77. ISSN 0014-2492. https://www.lunduniversity.lu.se/lup/publication/10c46a96-e971-4a35-8484-d647ed289b1c.
- Begley, Sharon (August 13, 2007), ”The Truth About Denial”, Newsweek, http://www.newsweek.com/id/32482 (MSNBC single page version, archived 20 August 2007)
- Borowski, Christine, red (2006). ”Denying science”. Nat. Med. 12 (4):  sid. 369. doi:10.1038/nm0406-369. PMID 16598265.
- Cheterian, Vicken (2015) (på engelska). Open Wounds: Armenians, Turks and a Century of Genocide. C. Hurst & Co. ISBN 978-1-84904-458-5.
- Cheterian, Vicken (2018a). ”Censorship, Indifference, Oblivion: the Armenian Genocide and Its Denial” (på engelska). Truth, Silence, and Violence in Emerging States. Histories of the Unspoken. Routledge. Sid. 188–214. ISBN 978-1-351-14112-3.
- Chorbajian, Levon (2016). ”'They Brought It on Themselves and It Never Happened': Denial to 1939” (på engelska). The Armenian Genocide Legacy. Palgrave Macmillan UK. Sid. 167–182. ISBN 978-1-137-56163-3.
- Cohen, Jon (June 15, 2007). ”HIV/AIDS: AIDSTruth.org Web Site Takes Aim at 'Denialists'”. Science 316 (5831):  sid. 1554. doi:10.1126/science.316.5831.1554. PMID 17569834.
- Colquhoun, David (September 9, 2009). ”Trust me, I'm a scientist”. BMJ 339:  sid. b3658. doi:10.1136/bmj.b3658. http://www.bmj.com/cgi/content/extract/339/sep09_1/b3658.
- Connelly, Joel (July 10, 2007). ”Deniers of global warming harm us”. Seattle Post-Intelligencer. http://www.seattlepi.com/connelly/323181_joel11.html.
- Dadrian, Vahakn N. (2003). ”The Signal Facts Surrounding the Armenian Genocide and the Turkish Denial Syndrome”. Journal of Genocide Research 5 (2):  sid. 269–279. doi:10.1080/14623520305671.
- Demirel, Cagla; Eriksson, Johan (2020). ”Competitive Victimhood and Reconciliation: the Case of Turkish–Armenian Relations”. Identities 27 (5):  sid. 537–556. doi:10.1080/1070289X.2019.1611073.
- Dixon, Jennifer M. (2018) (på engelska). Dark Pasts: Changing the State's Story in Turkey and Japan. Cornell University Press. Sid. 42. ISBN 978-1-5017-3025-2.
- Farber, Celia (March 2006). ”Out of control: AIDS and the corruption of medical science”. Out of control: AIDS and the corruption of medical science. Harper's Magazine. http://www.harpers.org/archive/2006/03/0080961.
- Gallo, Robert; Geffen, Nathan; Gonsalves, Gregg; Jefferys, Richard; Kuritzkes, Daniel R.; Mirken, Bruce; Moore, John P.; Safrit, Jeffrey T. (March 25, 2006). ”Errors in Celia Farber's March 2006 article in Harper's Magazine”. Errors in Celia Farber's March 2006 article in Harper's Magazine. AIDS Education Global Information System. http://www.aegis.org/files/tac/2006/errorsinfarberarticle.html.
- Göçek, Fatma Müge (2015). Denial of Violence: Ottoman Past, Turkish Present and Collective Violence Against the Armenians, 1789–2009. Oxford University Press. ISBN 978-0-19-933420-9.
- Goodman, Ellen (February 9, 2007). ”No change in political climate”. The Boston Globe. http://www.boston.com/news/globe/editorial_opinion/oped/articles/2007/02/09/no_change_in_political_climate/.
- Gürpınar, Doğan (2016). ”The Manufacturing of Denial: the Making of the Turkish 'Official Thesis' on the Armenian Genocide Between 1974 and 1990”. Journal of Balkan and Near Eastern Studies 18 (3):  sid. 217–240. doi:10.1080/19448953.2016.1176397.
- Hambling, David (September 1, 2009). ”Abominable 'No' Men”. Abominable 'No' Men. UK: Fortean Times. http://www.forteantimes.com/strangedays/science/2158/abominable_no_men.html.
- Hovannisian, Richard G. (2001). ”Denial: The Armenian Genocide as a Prototype” (på engelska). Remembering for the Future: The Holocaust in an Age of Genocide. Palgrave Macmillan UK. Sid. 796–812. ISBN 978-1-349-66019-3.
- IAP, Interacademy Panel (June 21, 2006). IAP Statement on the Teaching of Evolution. interacademies.net. http://www.interacademies.net/Object.File/Master/6/150/Evolution%20statement.pdf. Läst 1 januari 2007.
- Ihrig, Stefan (2016). Justifying Genocide: Germany and the Armenians from Bismarck to Hitler. Harvard University Press. ISBN 978-0-674-50479-0.
- James, Clive (October 23, 2009). ”In praise of scepticism”. BBC. http://news.bbc.co.uk/2/hi/8322513.stm.
- Kalichman, Seth (November 1, 2009). ”How to spot an AIDS denialist”. New Humanist. London: The Rationalist Association. http://newhumanist.org.uk/2165/how-to-spot-an-aids-denialist.
- Kennedy, Donald (July 27, 2007). ”Climate: Game Over”. Science 317 (5837):  sid. 425. doi:10.1126/science.1147817. PMID 17656688.
- Kévorkian, Raymond (2011) (på engelska). The Armenian Genocide: A Complete History. Bloomsbury Publishing. ISBN 978-0-85771-930-0.
- Kim, Richard (March 2, 2007). ”Harper's Publishes AIDS Denialist”. The Nation. http://www.thenation.com/blogs/notion?pid=65330.
- Maslin, Janet (November 4, 2009). ”Michael Specter Fires Bullets of Data at Cozy Antiscience in 'Denialism'”. New York Times. https://www.nytimes.com/2009/11/05/books/05book.html?_r=1.
- Monbiot, George (September 19, 2006). ”The denial industry”. Guardian Unlimited. https://www.theguardian.com/environment/2006/sep/19/ethicalliving.g2.
- Myers, P.Z. (June 18, 2006). ”Ann Coulter: No Evidence for Evolution?”. Pharyngula (ScienceBlogs). http://scienceblogs.com/pharyngula/2006/06/ann_coulter_no_evidence_for_ev.php. Läst 1 september 2007.
- ”Editorial: Denying science”. Nature Medicine 12 (4):  sid. 369. 2006. doi:10.1038/nm0406-369. PMID 16598265. http://www.nature.com/nm/journal/v12/n4/pdf/nm0406-369.pdf.
- NSTA, National Science Teachers Association (2007). ”An NSTA Evolution Q&A”. An NSTA Evolution Q&A. http://www.nsta.org/publications/evolution.aspx.
- Numbers, Ronald (November 30, 2006). The Creationists: From Scientific Creationism to Intelligent Design, Expanded Edition. Harvard University Press. ISBN 0674023390.
- O'Shea, Paul (2008). A Cross Too Heavy: Eugenio Pacelli, Politics and the Jews of Europe 1917-1943. Rosenberg Publishing. Sid. 20. ISBN 978-1-877058-71-4.
- Painter, James; Ashe, Teresa (2012). ”Cross-national comparison of the presence of climate scepticism in the print media in six countries, 2007”. Environ. Res. Lett. 7 (4):  sid. 044005. doi:10.1088/1748-9326/7/4/044005. Bibcode: 2012ERL.....7d4005P.
- Pinholster, Ginger (February 19, 2006). ”AAAS Denounces Anti-Evolution Laws as Hundreds of K-12 Teachers Convene for 'Front Line' Event”. AAAS Denounces Anti-Evolution Laws as Hundreds of K-12 Teachers Convene for 'Front Line' Event. aaas.org. http://www.aaas.org/news/releases/2006/0219boardstatement.shtml.
- Scudellari, M. (March 2010). ”State of denial”. Nat. Med. 16 (3):  sid. 248. doi:10.1038/nm0310-248a. PMID 20208495.
- Smith, Tara C; Novella, Steven P (2007). ”HIV Denial in the Internet Era”. PLOS Med 4 (8):  sid. e256. doi:10.1371/journal.pmed.0040256. PMID 17713982.
- Smith, Roger W. (2015). ”Introduction: The Ottoman Genocides of Armenians, Assyrians, and Greeks”. Genocide Studies International 9 (1):  sid. 1–9. doi:10.3138/gsi.9.1.01. https://muse.jhu.edu/journal/690.
- Suny, Ronald Grigor (2009). ”Truth in Telling: Reconciling Realities in the Genocide of the Ottoman Armenians”. The American Historical Review 114 (4):  sid. 930–946. doi:10.1086/ahr.114.4.930.
- Suny, Ronald Grigor (2015). "They Can Live in the Desert but Nowhere Else": A History of the Armenian Genocide. Princeton University Press. ISBN 978-1-4008-6558-1.
- Vaidyanathan, Gayathri (2014). ”What Have Climate Scientists Learned from 20-Year Fight with Deniers?”. Scientific American. http://www.scientificamerican.com/article/what-have-climate-scientists-learned-from-20-year-fight-with-deniers/.
- Watson, James (2006). ”Scientists, activists sue South Africa's AIDS 'denialists'”. Nature Medicine 12 (1):  sid. 6. doi:10.1038/nm0106-6a. PMID 16397537. http://www.nature.com/nm/journal/v12/n1/pdf/nm0106-6a.pdf.

### Artiklar
- Holtcamp, W. (2012). ”Flavors of uncertainty: The difference between denial and debate”. Environmental Health Perspectives 120 (8):  sid. a314–a319. doi:10.1289/ehp.120-a314. PMID 22854265.
- Kahn-Harris, Keith (August 3, 2018). ”Denialism: what drives people to reject the truth”. The Guardian. https://www.theguardian.com/news/2018/aug/03/denialism-what-drives-people-to-reject-the-truth.
- Oreskes, Naomi, "History Matters to Science: It helps to explain how cynical actors undermine the truth", Scientific American, vol. 323, no. 6 (December 2020), p. 81. "In our 2010 book, Merchants of Doubt, Erik M. Conway and I showed how the same arguments [as those used to cast doubt on the link between tobacco use and lung cancer] were used to delay action on acid rain, the ozone hole and climate change – and this year [2020] we saw the spurious "freedom" argument being used to disparage mask wearing [during the COVID-19 pandemic]."
- Rees, M. (2013). ”Denial of catastrophic risks”. Science 339 (6124):  sid. 1123. doi:10.1126/science.1236756. PMID 23471373. Bibcode: 2013Sci...339.1123R.
- Rosenau, J. (2012). ”Science denial: A guide for scientists”. Trends in Microbiology 20 (12):  sid. 567–569. doi:10.1016/j.tim.2012.10.002. PMID 23164600.
- Sharot, T.; Korn, C.W.; Dolan, R.J. (2011). ”How unrealistic optimism is maintained in the face of reality”. Nature Neuroscience 14 (11):  sid. 1475–1479. doi:10.1038/nn.2949. PMID 21983684.

### Böcker
- Gorman, Sara E.; Gorman, Jack M. (2016). Denying to the Grave: Why We Ignore the Facts That Will Save Us. Oxford University Press. ISBN 978-0199396603.
- McIntyre, Lee (2019). The Scientific Attitude: Defending Science from Denial, Fraud and Pseudoscience. Cambridge, MA: MIT Press. Sid. 149–166. ISBN 978-0262538930.
- Norgaard, Kari Marie (2011). Living In Denial: Climate Change, Emotions, and Everyday Life. MIT Press. ISBN 978-0262515856.
- Specter, Michael (2009). Denialism: How Irrational Thinking Hinders Scientific Progress, Harms the Planet, and Threatens Our Lives. Penguin. ISBN 978-1594202308. https://archive.org/details/denialismhowirra00spec.